# The Canterbury Collection
The Canterbury Collection is het zeventiende album van de Britse progressieve rockband Caravan. Het is een verzamelwerk, waarop nummers staan van de twee voorgaande albums: The Album en Back to Front, aangevuld met nog één bijzondere opname, It's Never Too Late, dat eerder alleen als B-kant van een single uitgebracht was.

## Tracklist
1. It's Never Too Late – 6:22 (Pye Hastings)
2. Watcha Gonna Tell Me – 4:48 (David Sinclair)
3. All Aboard – 4:06 (Pye Hastings)
4. Piano Player – 5:24 (David Sinclair /J.Murphy)
5. Sally Don't Change It – 4:04 (David Sinclair)
6. Bright Shiny Day – 6:17 (Pye Hastings)
7. Clear Blue Sky – 6:24 (Geoff Richardson)
8. Bet You Wanna Tell It All / Hold On Hold On – 5:12 (Pye Hastings)
9. Corner of My Eye – 3:37 (Geoff Richardson)
10. Taken My Breath Away – 4:52 (Pye Hastings)